# Roca madre

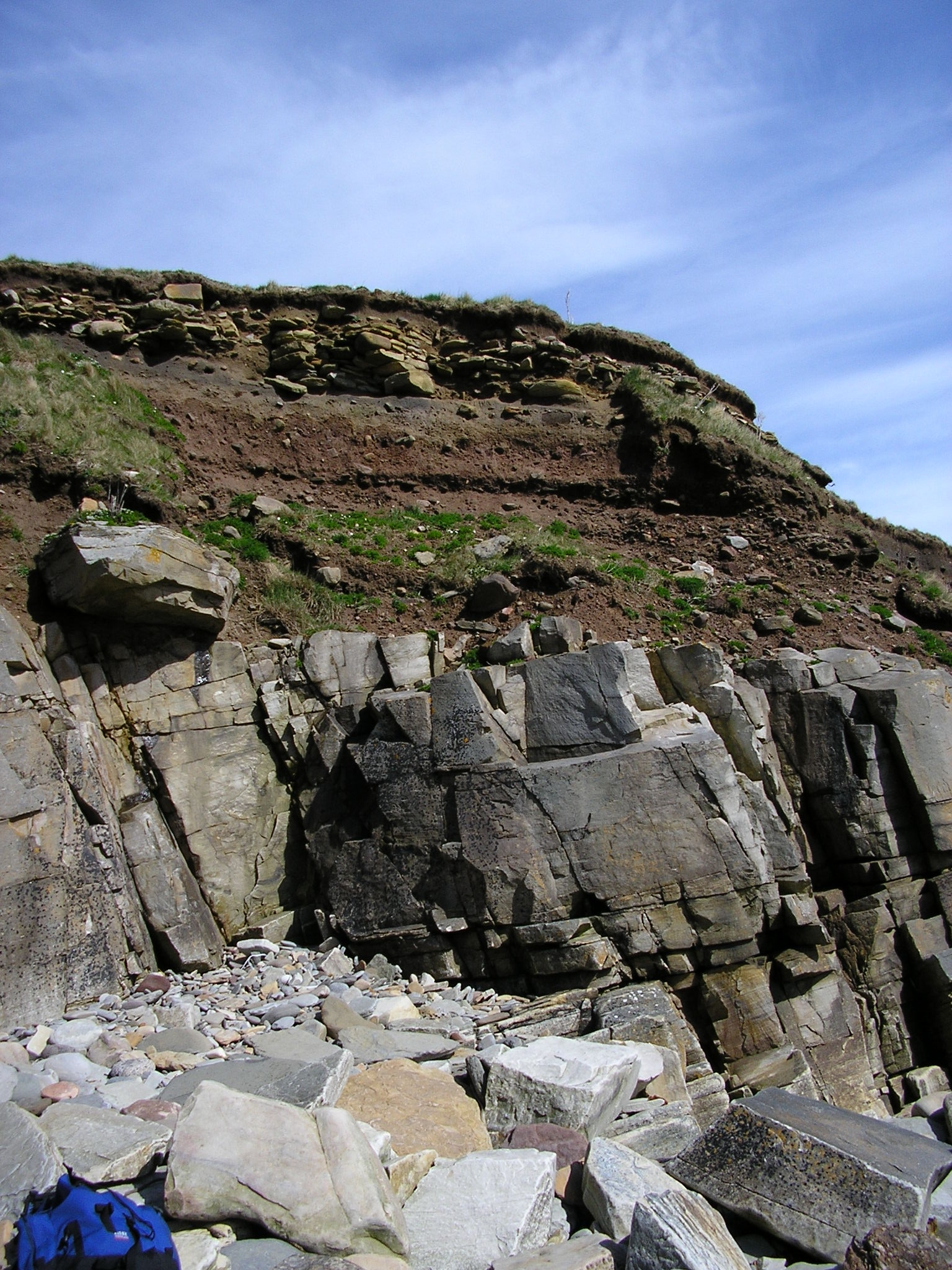
Suelo con fragmentos de rocas cubriendo la roca madre, Sandside Bay, Caithness (Escocia).

Roca madre, base rocosa, sustrato rocoso u horizonte R, se denomina en geología a la roca consolidada bajo las zonas recubiertas por materiales alterados o disgregados, suelos o regolitos, de la superficie de un planeta terrestre, por lo general de la Tierra. Es el horizonte basal de la estructura de un suelo. Cuando la roca madre experimenta la meteorización del subsuelo se forma un saprolito en su límite superior: una zona entre la roca inalterada y el suelo de rocas fragmentadas y meteorizadas no consolidadas. 
La base rocosa de un suelo se conoce también como roca matriz y la identificación de esta, a través de excavaciones, perforaciones o por métodos geofísicos, es una tarea importante en la mayoría de los proyectos de ingeniería civil. 
Los depósitos superficiales pueden ser extremadamente gruesos, de tal manera que la roca madre se encuentra a cientos de metros bajo la superficie.
Los mapas geológicos, por lo general, presentan la distribución de los diferentes tipos de roca de un área sin los recubrimientos superficiales de poco espesor, es decir, las rocas que se verían expuestas si los suelos y otros depósitos de escasa entidad fueran eliminados. Para cartografiar los suelos se realizan mapas específicos, los mapas edafológicos o de suelos.